# Parodiodendron
Parodiodendron es un género monotípico de plantas perteneciente a la familia Picrodendraceae. Su única especie: Parodiodendron marginivillosum, es originaria de Bolivia a Argentina en (Jujuy y Salta).